# Луций Скрибоний Либон (консул 34 года до н. э.)
Лу́ций Скрибо́ний Либо́н (лат. Lucius Scribonius Libō; родился, приблизительно, в 90 году до н. э. — умер после 21 года до н. э.) — римский военачальник и политический деятель из плебейского рода Скрибониев, консул 34 года до н. э. В эпоху гражданских войн занимал видное место в окружении Гнея Помпея Великого и его сына Секста.

## Биография

### Происхождение и ранние годы
Луций Скрибоний принадлежал к плебейскому роду, представители которого впервые упоминаются в источниках в связи с событиями Второй Пунической войны. Это было одно из тех аристократических семейств, которые в III веке до н. э. перебрались в Рим из других городов Италии. Отец Луция, носивший то же имя, предположительно был квестором в Сицилии; мать, Сентия, была близкой родственницей Гая Сентия Сатурнина (консула 19 года до н. э.) — возможно, сестрой его отца.
У Луция была сестра, ставшая второй женой Октавиана Августа.
Антиковеды датируют рождение Либона приблизительно 90 годом до н. э., исходя из того, что его дочь должна была родиться примерно в 70 году до н. э. Карьера Луция могла начаться с должности монетария (по разным версиям, в 71 или 54 году до н. э.). В источниках упоминаются квестор Либон, выполнявший свои полномочия на Сицилии, и организатор игр в Риме с тем же именем, предположительно занимавший должность эдила (для этих игр было впервые построено полноценное здание). В обоих случаях речь может идти именно о Луции Скрибонии. Точных дат в источниках нет. Исследователь Фридрих Мюнцер предположил, что все должности до преторской включительно Либон занимал до гражданской войны, начавшейся в 49 году до н. э.
На ранних этапах карьеры Либон стал другом и политическим союзником Гнея Помпея Великого. Сын последнего Секст был женат на его дочери. В 56 году до н. э. Луций поддержал предложение кандидата в преторы Публия Плавтия Гипсея отправить Помпея в Египет для восстановления на престоле Птолемея Авлета, а годом позже Помпей в благодарность помог Либону парировать обвинения жителя Формий Гельвия Мансы. Суть обвинений неизвестна, но они могли быть связаны с большими долгами Луция.

### Против Цезаря
Когда Гай Юлий Цезарь двинул свою армию на Рим (январь 49 года до н. э.), Либон должен был защищать от него Этрурию, но был вытеснен оттуда Марком Антонием. Позже он возглавил новобранцев, набранных для Помпея в Кампании. Имея связи в цезарианском лагере, Луций выступил посредником в переговорах между враждующими сторонами в Брундизии, но без какого-либо успеха. Позже помпеянская армия переправилась на Балканы. Либон совместно с Марком Октавием возглавил одну из эскадр в составе большого помпеянского флота под командованием Марка Кальпурния Бибула, задачей которого было запереть вражескую армию в Италии. До конца 49 года до н. э. Луций вытеснил из Далмации цезарианца Публия Корнелия Долабеллу и взял в плен Гая Антония.
В начале 48 года до н. э. Цезарь всё-таки высадился в Эпире. Либон снова попытался организовать мирные переговоры и для этого даже встретился с Гаем Юлием в Орике; но Цезарь направил послов напрямую к Помпею, а Луций не смог гарантировать их безопасность, так что затея провалилась. Вскоре умер Бибул, и Либон получил независимое командование. Его главной задачей было заблокировать в Брундизии армию Марка Антония, чтобы лишить Цезаря подкреплений, но и в этом Луций потерпел неудачу.
После того, как Помпей был разгромлен при Фарсале и погиб, Либон примирился с Цезарем. Последующие несколько лет он провёл в Италии и Риме вдали от политической жизни. Известно, что Луций поддерживал дружеские отношения с Марком Туллием Цицероном, Титом Помпонием Аттиком и Марком Теренцием Варроном. В это время он писал «Анналы», которые получили признание в узком кругу.

### Вершина карьеры
Либон снова вернулся в политику весной 44 года до н. э., после убийства Цезаря. Он возобновил переписку со своим зятем Секстом Помпеем, контролировавшим часть Испании, начал посещать заседания сената. Возглавившие цезарианскую «партию» триумвиры, в числе которых был старый противник Либона Марк Антоний, осенью 43 года до н. э. включили имя Луция в проскрипционные списки. Тогда он бежал к Сексту, установившему контроль над Сицилией, и занял видное место в окружении зятя. В 40 году до н. э., по окончании Перузийской войны, поставившей Рим на грань большого открытого конфликта между Октавианом и Антонием, Либон сопровождал мать последнего Юлию в Грецию к сыну, имея целью заключение союза между Антонием и Помпеем. Октавиан сделал ответный шаг, попросив у Либона руку его сестры. Тот ответил согласием.
Предпринятая Помпеем морская блокада Италии и вызванный ею голод показали триумвирам необходимость мира. Либон предложил им встретиться и договориться о взаимных уступках. Трёхсторонняя встреча (Помпея, Антония и Октавиана) произошла в Дикеархии (39 год до н. э.). Там был заключён мир, среди условий которого было назначение Либона консулом. Там же состоялась помолвка внучки Либона, дочери Секста Помпея, с племянником Октавиана Марком Клавдием Марцеллом. Однако этот брак не состоялся. Вскоре началась новая война между Октавианом и Помпеем, последний понёс полное поражение и бежал в Азию. Либон последовал за ним. Когда Помпей попал в безвыходную ситуацию, Либон перешёл на сторону Антония (35 год до н. э.). В следующем году он разделил с Антонием консульство.
Остаётся неясным, когда и как закончилась жизнь Луция Скрибония. Именно он может упоминаться в одном из актов арвальских братьев, датированном 21 годом до н. э.

## Семья
У Луция Скрибония было предположительно трое детей: сын того же имени, женатый на внучке Гнея Помпея, дочь, ставшая женой Секста Помпея, и ещё один сын, адоптированный Марком Ливием Друзом Клавдианом и получивший имя Марк Ливий Друз Либон.